# Emery Worldwide

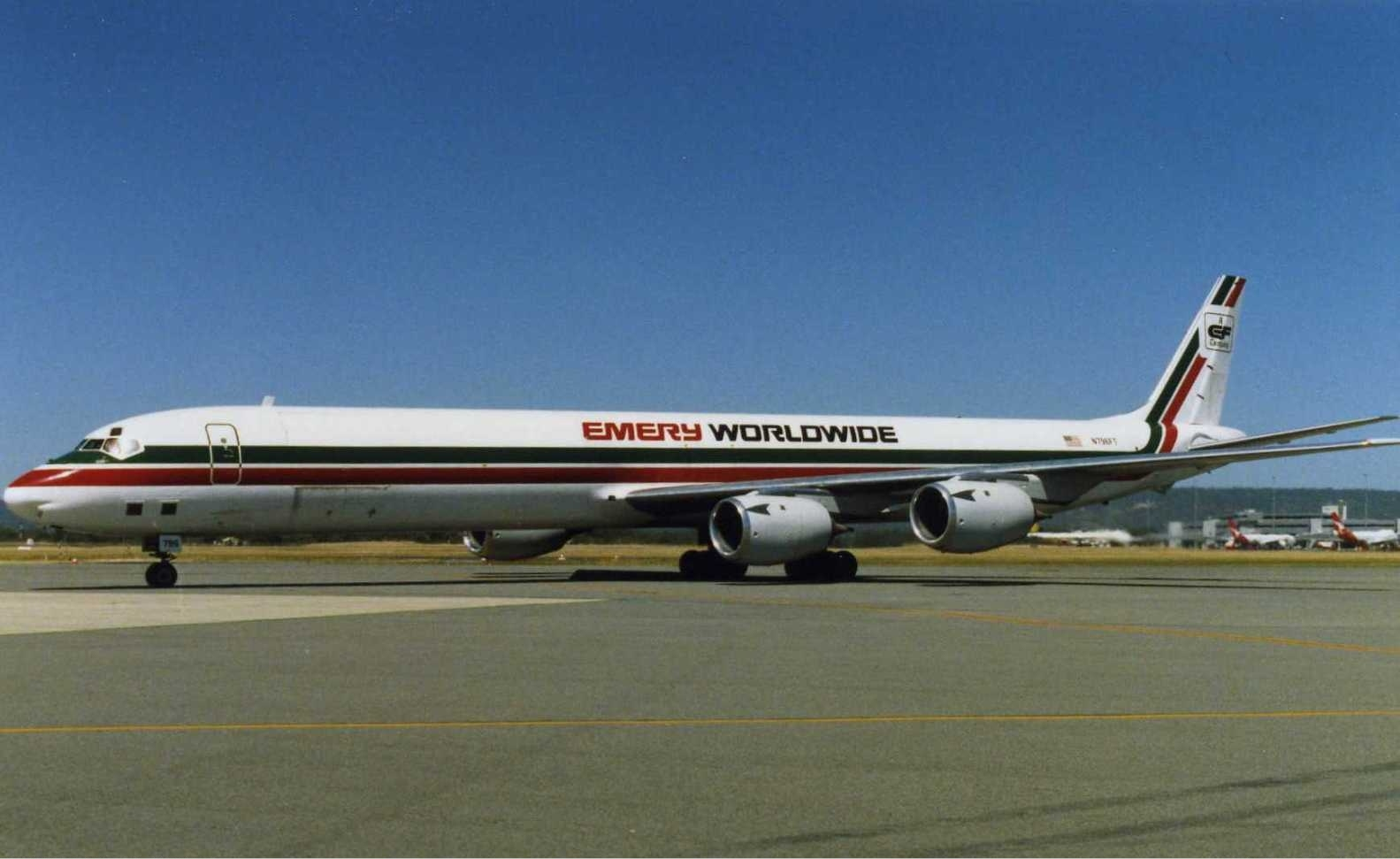
Un Emery Worldwide Douglas DC-8 en el Aeropuerto de Perth (principios de la década de 1990).

Emery Worldwide fue una aerolínea de carga estadounidense, uno de los transportistas líderes en el mundo de las aerolíneas de carga. Tenía su sede en Redwood City, California.

## Historia
Emery comenzó en 1946 y fue el primer agente de carga en recibir un certificado de transportista del gobierno de los Estados Unidos. Durante 40 años, Emery fue el mayor transitario / transportista aéreo integrado en Estados Unidos.
En 1987, Emery, con sede en Wilton (Connecticut), adquirió Purolator Courier, Inc., un proveedor líder de servicios logísticos entre los Estados Unidos y Canadá. En 1989, Emery fue adquirida por Consolidated Freightways, Inc., que obtuvo los derechos estadounidenses del nombre Purolator. En 2011 Purolator pasó a llamarse Purolator International.
Emery tuvo sus aviones en tierra el 13 de agosto de 2001, debido al mantenimiento deficiente de la flota de aviones. Oficialmente dejó de operar el 5 de diciembre de 2001. Todas las operaciones de carga de Emery han sido subcontratadas a otras aerolíneas.
La empresa sucesora de Emery, Menlo Worldwide Forwarding, fue adquirida por United Parcel Service a fines de 2004. 
En el momento de su cierre, Emery utilizó Boeing 727 y Douglas DC-8 y McDonnell Douglas DC-10 para transportar carga.
Actualmente UPS usa el nombre Emery Worldwide para comercializar la porción de carga aérea de UPS Supply Chain Solutions.

## Accidentes e incidentes
- El 28 de marzo de 1977, un Douglas C-47A, N57131, fue destruido por un incendio luego de un accidente de rodaje en el Aeropuerto Internacional O'Hare, Chicago, Illinois. El avión debía operar un vuelo de carga.

- El 8 de julio de 1988, se presentó una demanda por difamación después de que se abrió un paquete en tránsito en Los Ángeles que incluía una cinta de video que contenía dinero presuntamente para un recluta de baloncesto de la NCAA (Chris Mills) para la Universidad de Kentucky. El paquete fue identificado como enviado por el entonces entrenador asistente Dwane Casey. Casey demandó a Emery Air Freight por $ 6.9 millones, pero llegó a un acuerdo extrajudicial antes del juicio.

- El 9 de diciembre de 1996, un Douglas C-47A, N75142, se estrelló al acercarse al aeropuerto de Boise matando a ambos tripulantes. El avión estaba en un vuelo de carga al Aeropuerto Internacional de Salt Lake City cuando el motor de estribor se incendió poco después del despegue y se tomó la decisión de regresar a Boise.

- El 16 de febrero de 2000, un DC-8-71F, N8079U, que operaba como el Vuelo 17 de Emery Worldwide, se estrelló al despegar en un vuelo de carga programado desde el aeropuerto Sacramento Mather a Dayton, Ohio, con tres miembros de la tripulación a bordo. El avión fue destruido por las fuerzas de impacto y el fuego posterior al choque; No hubo sobrevivientes.

- El 26 de abril de 2001, un Emery Worldwide DC-8-71, N8076U, aterrizó con un tren de aterrizaje principal izquierdo en el Aeropuerto Internacional de Nashville en Nashville, Tennessee. El avión sufrió daños menores y la tripulación de tres miembros no resultó herida. La investigación posterior al accidente descubrió que el mantenimiento inadecuado del tren de aterrizaje principal izquierdo era el culpable.